# Fukuzumi (metropolitana di Sapporo)
Fukuzumi (福住駅?, Fukuzumi-eki) (H14) è una stazione della metropolitana di Sapporo situata nel quartiere di Toyohira-ku, a Sapporo, Giappone, servita dalla linea Tōhō, di cui dal 1994 è capolinea meridionale.

## Storia
La stazione è stata aperta nel 1994, facendo parte della prima estensione verso sud della linea.

## Struttura
La stazione è dotata di un mezzanino al primo piano interrato e, al piano inferiore, di un marciapiede a isola con due binari passanti al in sotterranea e così utilizzati:
| 1 | Linea Tōhō | per Ōdōri, Sapporo e Sakaemachi |
| 2 | Linea Tōhō | per Ōdōri, Sapporo e Sakaemachi |

Oltre i binari è presente un tronchino di inversione per i treni giunti al capolinea.

## Stazioni adiacenti
| «              | Servizio   | »          |
| Linea Tōhō     | Linea Tōhō | Linea Tōhō |
| -------------- | ---------- | ---------- |
| Tsukisamu-Chūō | -          | Capolinea  |